# Ricardo Ávila Heredia
Ricardo Ávila Heredia (Mérida, Yucatán; 3 de abril de 1947) es un abogado y político mexicano, miembro del Partido Revolucionario Institucional. Se desempeñó como encargado del Despacho de la gubernatura de Yucatán por un breve periodo de 1993 a 1994 y presidente del Tribunal Superior de Justicia de Yucatán entre 2019 y 2022.

## Educación
Se tituló en la Facultad de Jurisprudencia de la Universidad Autónoma de Yucatán. Empezó a litigar en 1972, pero no fue hasta 1976 cuando obtuvo su título de abogado, con la tesis titulada Los delitos oficiales en el Derecho Contemporáneo.

## Trayectoria profesional
Ha ocupado varios cargos en la administración pública del estado de Yucatán: director del Registro Público de la Propiedad y del Comercio del Estado de Yucatán, juez primero de Defensa Social (juez penal), presidente de la Junta Local de Conciliación y Arbitraje, procurador general de justicia del Estado de Yucatán y secretario general de Gobierno durante el gobierno de Dulce María Sauri Riancho. Cuando esta renunció al cargo de gobernadora, Ávila Heredia fue nombrado encargado del Despacho del Poder Ejecutivo, equivalente a gobernador del Estado, cargo que ejerció durante dos meses, durante los cuales se promulgó el actual Código Civil de Yucatán.

### Tribunal Superior de Justicia del Estado de Yucatán
Se desempeñó como magistrado quinto del Tribunal Superior de Justicia del Estado de Yucatán y magistrado tercero de la sala penal. Fue presidente del Tribunal del 1 de enero de 2019 hasta su renuncia como magistrado, derivado de la reforma constitucional al Poder Judicial del Estado de Yucatán, siendo efectiva el 30 de junio de 2022, finalizando su amplia trayectoria judicial.